# Sjeverna Baskija
Ovo je članak o francuskom dijelu Baskije. Za Autonomnu zajednicu Španjolske, Baskiju, pogledajte članak Baskija (autonomna zajednica). Za Baskiju kao širi kulturološki i povijesni pojam pogledajte članak Baskija.
Sjeverna Baskija ili Francuska Baskija (francuski: Pays basque français, baskijski: Iparralde) je povijesno odvojena od Južne Baskije (baskijski: Hegoalde) u Španjolskoj.
Francuska Baskija se nalazi u zapadnom dijelu departmana Pyrénées-Atlantiques, koji se nalazi u Akvitaniji.
Na sjeveru graniči s departmanom Landes, na zapadu s Atlantskim oceanom, na jugu sa Španjolskom i na istoku s Béarnom, koji čini istočni dio departmana Pyrénées-Atlantiques.
Sastoji se od tri baskijske regije:
- Donja Navara (baskijski:Nafarroa Beherea, francuski:Basse-Navarre)
- Lapurdija (baskijski:Lapurdi, francuski:Labourd)
- Zuberoa (baskijski:Zuberoa, francuski:Soule)

U regiji postoji baskijski nacionalni pokret za podjelu ovog departmana na dva dijela, baskijski i francuski:Pays Basque i Béarn.
Prema anketi iz 2006., 22,5% stanovnika je bilo dvojezičnih (francuski i baskijski), 8.6% su bili francuski govornici koji razumiju baskijski, a 68,9% nisu znali baskijski. No, rezultati su bili vrlo različiti u tri zone, u unutrašnjosti zemlje (Donja Navara i Zuberoa) 66,2% govori ili razumije baskijski dok na obali (Lapurdija) brojka iznosi 36,9%, a u gradskoj zoni BAB (Bayonne-Anglet-Biarritz) samo 14,2% priča ili razumije baskijski (prema drugoj anketi 20% ljudi iz BAB mogu govoriti ili razumjeti gaskonski jezik). Udio Francusko-baskijskih dvojezičnih govornika pao je s 26,4% iz 1996. na 22,5%  godine 2006.

## Povijest
Sjeverna Baskija je dugo bila uglavnom nediferencirana od drugih područja poput onoga što je danas Gaskonja. Kad je Cezar osvojio Galiju je pronašao čitavu regiju južno i zapadno od Garonne naseljenom ljudima pod imenom kao Akvitanci, koji nisu bili Kelti te koji se danas smatraju Baskima (vidi Akvitanski jezik). U ranom razdoblju rimske vlasti, regija je prvo bila poznata kao Akvitanija, a kasnije, kada je ime Aquitania prošireno do rijeke Loire, kao Novempopulania ili Aquitania tertia.
Nakon baskijskih pobuna protiv rimskog feudalizma u kasnom 4. i 5. stoljeća, područje je postalo dio neovisnog Vojvodstva Vaskonije-zamagljene etnički političke zajednice koja se protezala južno od rijeke Garonne od 8. do 9. stoljeća i koja se raspala pod pritiskom normanskih pljačkaških upada i feudalizma. U ranom 9. stoljeću, stvorena je grofovija Vaskonija koja se protezala do rijeke Adour. U ovom trenutku, baskijski jezik je gubio teritorij kojeg je zauzimao sve više vulgarni i pisani latinski, sve više se ograničavajući na zemlje oko Pirineja. Od 963., grad Saint-Sever se spominje kao "caput vasconiae", koji neki tumače kao "granica Vaskonije", a drugi ga tumače kao " vrh Vaskonije" zbog svog položaja na uzvisini iznad Vaskonskih ravnica. 
U tom razdoblju sjeverni Baski su zasigurno sudjelovali u uzastopnim bitkama između Roncevaux protiv Franaka, u godinama 778., 812. i 824.
Grof Sans Sancion je ratovao protiv Franaka između 848. i 858. te na kraju postao vojvoda od Vaskonije.
Godine 1020. Gaskonja je predala svoju vlast nad Lapurdijom (koja je tad uključivala i Donju Navaru), kralju Sanchu Velikom od Pamplone. Ovo je monarh je godine 1023. od nje učinio vikontiju. Područje je postalo predmet spora Anžuvinskih knezova Akvitanije do 1191. kada su se Sancho Mudri i Rikard Lavljeg Srca dogovorili za podjelu zemlje, pri čemu je Lapurdija ostala pod Anžuvincima a Donja Navara pod navareškom kontrolom.
U međuvremenu je Zuberoa bila ustanovljena kao samostalna vikontija, općenito podržavana od strane Navare protiv pretenzija grofova od Bearna, premda katkad je također priznavala nadležnost određenih anžuvinskih grofova.
Nakon osvajanja Gornje Navare od Kraljevine Kastilje u razdoblju 1512. – 1521., još uvijek neovisni dio Navare sjeverno od pireneja preuzeo je vodstvo hugenotske stranke u francuskom vjerskim ratovima. Tada je Biblija prvi put prevedena na baskijski jezik. Na kraju je Henrik III. od Navarre postao kralj Francuske po imenom Henrik IV., ali je zadržao Navaru kao formalno neovisnu državu sve do 1610.  Godine 1634., Axular u svom književnom radu daje grubi opis opsega baskijskog jezika u to vrijeme, koji obuhvaća sve provincije danas poznate kao Baskija "i brojna druga mjesta."
S krajem Stogodišnjeg rata, Lapurdija i Zuberoa su predane francuskoj kruni kao autonomne pokrajine (pays d' Etat).
Tri sjeverne baskijske pokrajine uživale su veliku autonomiju do Francuske revolucije u kojoj se ona radikalno potiskuje, kao i drugdje u Francuskoj, s vremenom stvarajući departman Atlantski Pireneji, polubaskijski i polugaskonski (Bearn, druga pokrajina iz doba francuskog kraljevstva).
Na ovom području djeluje baskijski nacionalisti politički pokret, rođen 1963. s pokretom Embata (zabranjenim 1974.) i sada s Abertzaleen Batasuna i drugi, koji traži razdvajanje Pyrenees-Atlantiques u dva francuska departmana: Pays Basque i Béarn. Tu su i neke druge stranke poput EAJ, EA i Batasuna koji imaju smanjenu, gotovo simboličnu nazočnost, osobito u usporedbi s južnom Baskijom. Te političke stranke povijesno dobivaju manje od 15% glasova na okružnim izborima.
U 1980-tim i 1990-tim, paravojna skupina pod nazivom Iparretarrak (Sjevernjaci) koristila je nasilne metode tražeći neovisnost. Postali su neaktivni u posljednjih nekoliko godina.
29. siječnja 1997., područje je službeno postalo "pays" u Francuskoj pod imenom "pays Basque", koje je predstavničko tijelo za promicanje nekoliko aktivnosti, ali bez vlastitog proračuna.

## Gospodarstvo
Sjeverna Baskija ima 29.759 tvrtki, 107 poduzeća za 1.000 stanovnika i godišnji rast od 4,5% (u razdoblju između 2004 i 2006).
66,2% tvrtki su u tercijarnom sektoru (usluge), 14,5% u sekundarnom sektoru (proizvodnja), a 19,3% u primarnom sektoru (uglavnom poljoprivredu, agrobiznis, ribarstvo i šumarstvo). To uključuje AOC vina, Irouléguy AOC.
Iako je Sjeverna Baskija dio od Pyrenees-Atlantiques za većinu upravnih tijela, ona ima svoju gospodarsku komoru (CCI Bayonne-Pays-Basque) i različitu ekonomiju vezanu za boardsport industrije, uključujući tvrtke kao što su Quiksilver i Volcom s bazom na na baskijskoj obali.

## Kultura
Baski iz ovog kraja i dalje održavaju mnoge baskijske kulturne tradicije. Grad Saint-Pée-sur-Nivelle (baskijski:Senpere) je poznat po svojem festivalu Herri Urrats.